# Хаус, Рэйчел
Рэ́йчел Ха́ус (англ. Rachel House; род. 20 октября 1971, Окленд, Новая Зеландия) — новозеландская актриса театра, кино и телевидения, преподаватель актёрского мастерства.

## Биография
Рэйчел Джессика Те Ао Маарама родилась 20 октября 1971 года в Окленде (Новая Зеландия), крупнейшем городе страны, но выросла в маленьком городке Камо (пригород Фангареи). Сама Рэйчел является маори (иви нгати-мутунга и нгаи-таху), но она рано лишилась родителей и её приёмными родителями стала шотландская супружеская пара, Джон и Шейла Хаусы.
С 5 до 16 лет Рэйчел занималась балетом, два года училась пению и игре на пианино. Училась в Новозеландской школе драмы Toi Whakaari, которую окончила в 1992 году. После этого стала играть в театрах Pacific Underground Theatre и Auckland Theatre Company. За свои роли на сцене она шесть раз (в 1995, 1996, 2001, 2002, 2003 и 2012 годах) удостаивалась награды «Чапмен Трипп» в разных категориях.
Впервые на телеэкранах появилась в 1998 году: она снялась в одном телефильме и одном телесериале, но в эпизодических ролях и без указания в титрах. Фактически кино-карьера Хаус началась в 2002 году с роли в ленте «Оседлавший кита».
В 2008—2010 годах училась на режиссёра в Пражской школе фильмов.
В 2017 году Рэйчел Хаус получила орден Заслуг.

## Избранная фильмография

### Актриса
| Широкий экран - 2002 — Оседлавший кита / Whale Rider — Шило - 2004 — Перелом / Fracture — таксистка - 2006 — Идеальное создание / Perfect Creature — женщина в суде - 2007 — Орёл против Акулы / Eagle vs Shark — Нэнси - 2010 — Мальчик / Boy — тётушка Грейси - 2013 — Белый лжёт / White Lies — Мараэа - 2014 — Всё, что мы любили / Everything We Loved — телерепортёр (озвучивание) - 2014 — Тёмная лошадка / The Dark Horse — женщина-бродяга - 2016 — Охота на дикарей / Hunt for the Wilderpeople — Пола, социальный работник - 2016 — Моана / Moana (м/ф) — бабушка Тала (озвучивание, в том числе исполнение песен Where You Are и I Am Moana (Song Of The Ancestors)) - 2017 — Тор: Рагнарёк / Thor: Ragnarok — Топаз - 2020 — Пингвин Блум / Penguin Bloom — Гай - 2020 — Душа / Soul — Терри (озвучивание) - 2021 — Дорога домой / Back to the Outback — Ясинта (озвучивание) - 2023 — Бюро магических услуг / The Portable Door — Ниенке Ван Спи - 2023 — Следующий гол — победный / Next Goal Wins | Телевидение - 2006 — Приключения Мэддиганов / Maddigan’s Quest — Гонерил (в 8 эпизодах) - 2011 — Супер-город / Super City — Роимата (в 2 эпизодах) - 2013 — Синяя роза / The Blue Rose — Тина (в 3 эпизодах) - 2014, 2016 — Родственные души / Soul Mates — мама (в 10 эпизодах) - 2016 — Волчья яма / Wolf Creek — Рат (в 2 эпизодах) - 2021 — Ковбой Бибоп / Cowboy Bebop — Мао |

### Режиссёр
- 2006 — Идеальное создание / Perfect Creature — дополнительный ассистент режиссёра
- 2010 — Зимний мальчик / The Winter Boy (к/м) — режиссёр
- 2016 — Охота на дикарей / Hunt for the Wilderpeople — интерн режиссёра